# Evangelische Kirche (Wolferode)

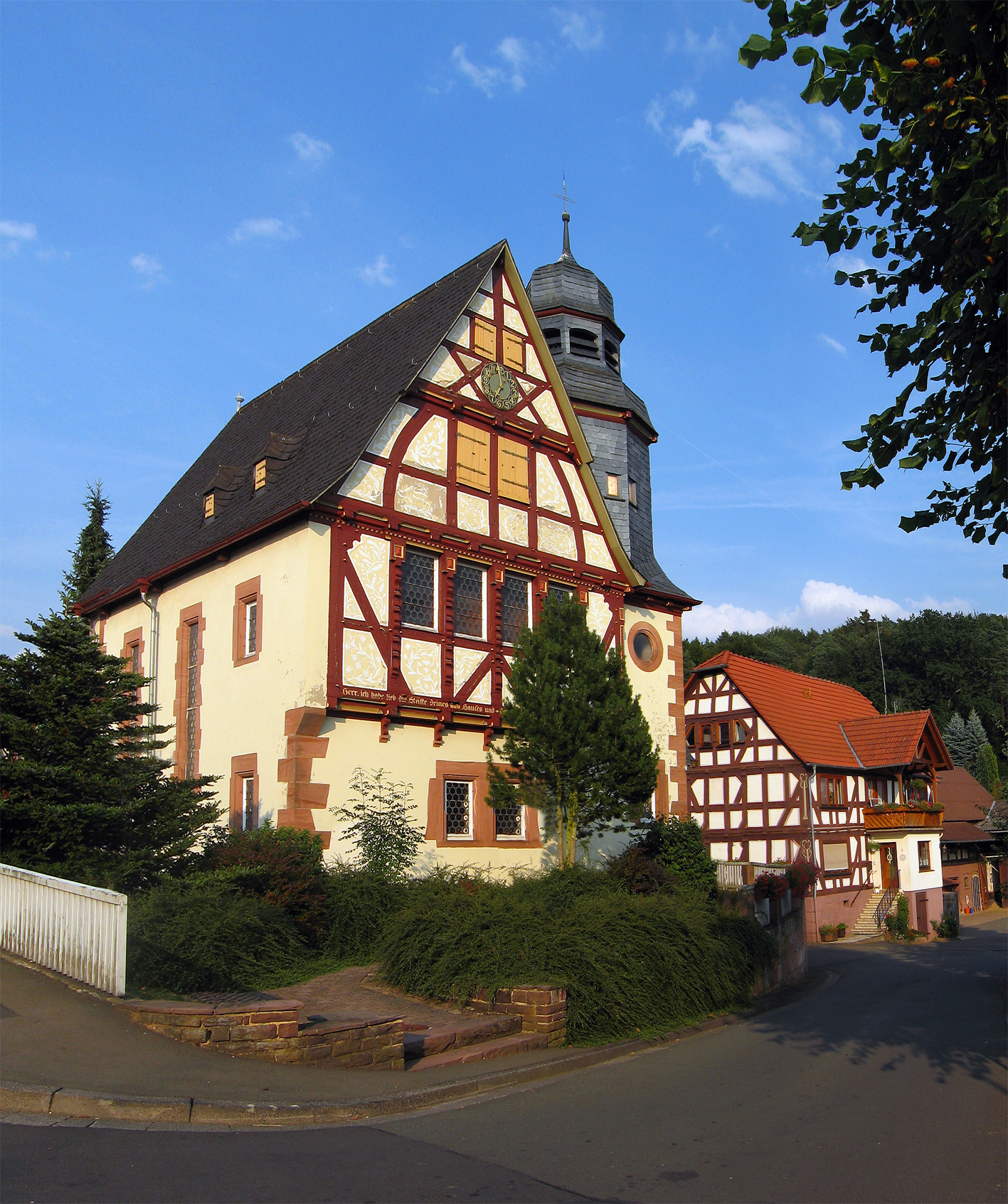
Evangelische Kirche in Wolferode

Die Evangelische Filialkirche Wolferode ist ein denkmalgeschütztes Kirchengebäude, das in Wolferode steht, einem Ortsteil der Stadt Stadtallendorf im Landkreis Marburg-Biedenkopf in Hessen. Die Kirchengemeinde gehört zum Pfarramt Josbach im Kirchenkreis Kirchhain im Sprengel Marburg der Evangelischen Kirche von Kurhessen-Waldeck.

## Beschreibung
Die Saalkirche wurde 1909 nach einem Entwurf von August Dauber gebaut. Ihre äußere Form erinnert an ein Rathaus. Das Erdgeschoss des Kirchenschiffs ist massiv, das Obergeschoss ist aus Holzfachwerk. Der eingezogene Chor hat einen geraden Abschluss. Über dem Portal befindet sich ein Treppenturm, dessen steinerne quadratischen Geschosse einen achteckigen, schiefergedeckten Aufsatz haben, der von einer dreifach gestaffelten Haube bedeckt ist.
Das Kirchenschiff ist im Innern mit einer Kassettendecke, der Chor mit einem Tonnengewölbe überspannt. Die Orgel steht auf der Schmalseite der L-förmigen Empore. Sie hat neun Register, ein Manual und ein Pedal und wurde 1890 von Johann Dickel gebaut. Die Kirchenausstattung, wie die Kanzel aus dem 17. Jahrhundert und das Taufbecken, stammt überwiegend aus der Vorgängerkirche.